# Masahiko Nakagawa
Masahiko Nakagawa (jap. 中河 昌彦 Nakagawa Masahiko; ur. 26 sierpnia 1969) – japoński piłkarz występujący na pozycji bramkarza.

## Kariera klubowa
Od 1992 do 2002 roku występował w klubach Yokohama Flügels, Yokohama Marinos, Kyoto Purple Sanga i Nagoya Grampus Eight.